# Mahmoud Namjoo
Mahmoud Namjoo (n. 22 septembrie 1918, Rasht, Iran – d. 21 ianuarie 1989, Teheran, Iran) a fost un halterofil ce a reprezentat Iran, medaliat olimpic. A participat la 3 ediții ale Jocurilor Olimpice (1948, 1952, 1956) în care a câștigat o medalie de bronz.